# Crozier Channel

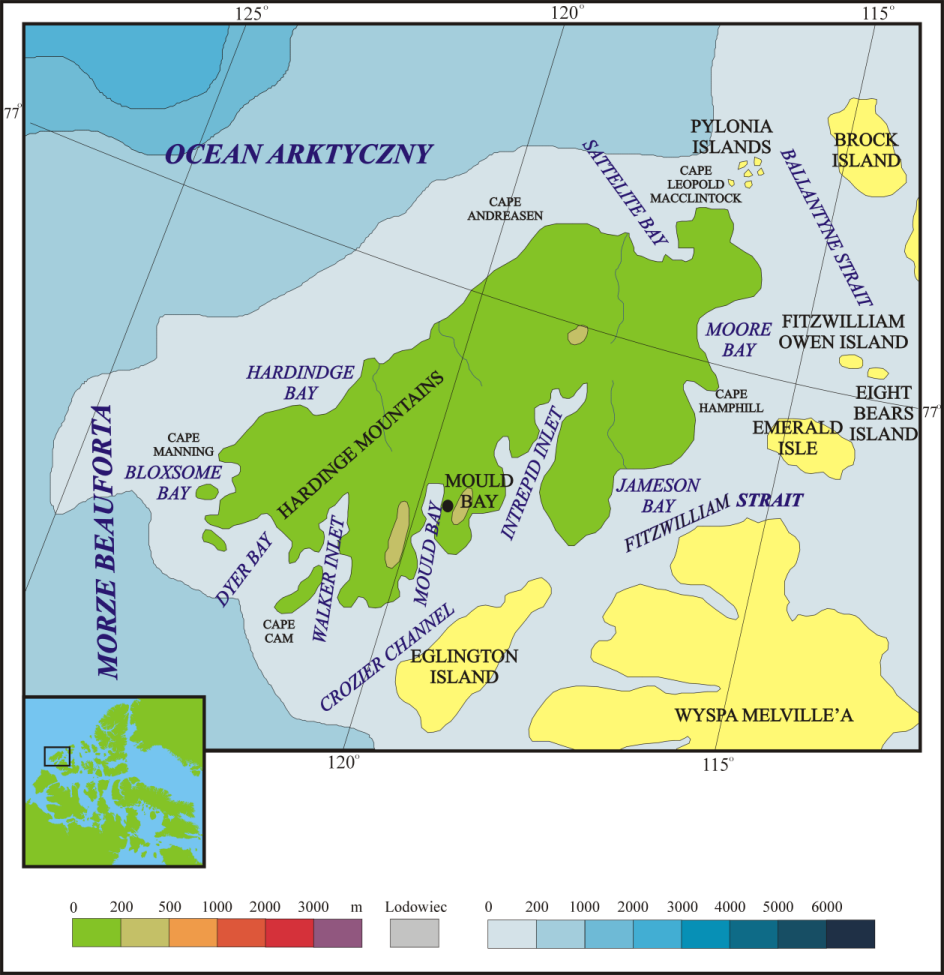
Wyspa Księcia Patryka i Crozier Channel

Crozier Channel – cieśnina oddzielająca Wyspę Księcia Patryka i Eglinton Island na Archipelagu Arktycznym. Długość kanału wynosi około 74 km, a przeciętna szerokość 24 km.
Cieśnina została nazwana imieniem odkrywcy i podróżnika – Francisa Croziera.